# V445 Близнецов
V445 Близнецов (лат. V445 Geminorum) — двойная затменная переменная звезда типа W Большой Медведицы (EW) в созвездии Близнецов на расстоянии приблизительно 1 870 световых лет (около 573 парсек) от Солнца. Видимая звёздная величина звезды — от +13,9m до +13,25m. Орбитальный период — около 0,3176 суток (7,6217 часа).

## Характеристики
Первый компонент — жёлтый карлик спектрального класса G. Радиус — около 1,13 солнечного, светимость — около 1,158 солнечной. Эффективная температура — около 5629 К.
Второй компонент — жёлтый карлик спектрального класса G.